# Copa Sudamericana
La Copa Sudamericana (Copa Sul-Americana en portugués), llamada oficialmente Copa Conmebol Sudamericana desde 2017, es la segunda competición internacional oficial de fútbol más prestigiosa de América del Sur a nivel de clubes organizada por la Confederación Sudamericana de Fútbol.
Creada en el año 2002, desde la edición 2017 se disputa durante el año natural, de acuerdo con rasgos de sus cuatro antecesoras (Copa Conmebol, Supercopa Sudamericana, Copa Mercosur y Copa Merconorte):
- De la Copa Conmebol:[7][8][9][10][11] tomó el formato de eliminación directa en todas sus fases hasta la edición 2020 y el sistema de acceso a través de los correspondientes campeonatos de liga (con la diferencia que a esta iban —hasta la edición de 2016— los clubes que alcanzaban a clasificar a Copa Libertadores).
- De la Supercopa Sudamericana: ambas otorgan un cupo para disputar la Recopa Sudamericana, contra el campeón de la Copa Libertadores.
- De las copas Mercosur y Merconorte: imitó el contar con la participación de equipos invitados de la Concacaf (Copa Merconorte) y de la invitación de equipos sudamericanos más relevantes hasta la edición de 2009.

El campeón de esta competición disputa la Recopa Sudamericana contra el ganador de la Copa Libertadores y, a partir de la edición 2023, juega el Desafío de Clubes ante el campeón de la Liga Europa de la UEFA. Además, a partir de la edición 2016, clasifica directamente a la fase de grupos de la Copa Libertadores del año siguiente.
A lo largo de su desarrollo, la Copa Sudamericana ha contado con distintos patrocinios comerciales, que se incorporaron circunstancialmente al nombre. Desde el año 2003 al 2010 se la conoció como Copa Nissan Sudamericana; en 2011 y 2012 se llamó Copa Bridgestone Sudamericana; en 2013 y 2014 se la denominó Copa Total Sudamericana. Las ediciones de 2002, 2015 y 2016 no contaron con patrocinadores oficiales.
A partir de la edición 2017, cambió su denominación a Copa Conmebol Sudamericana, y desde el mes de mayo, se anunció a la compañía de entretenimiento en línea Bumbet como patrocinador prémium de la competencia hasta 2018. También desde esta edición se aprobó un nuevo calendario en el torneo para jugarla en los dos semestres del año. Anteriormente se jugaba durante el segundo semestre del año, inmediatamente después de finalizada la Copa Libertadores.
Los clubes con más títulos son 5 en total: Boca Juniors, Independiente, Athletico Paranaense, Independiente del Valle y Liga de Quito, con 2 cada uno. 
El campeón actual es Racing Club de Argentina, que venció 3-1 en la final a Cruzeiro de Brasil en el estadio "La Nueva Olla" de Paraguay. La obtención de este título histórico le permitió romper una sequía de 36 años sin copas internacionales.

## Historia
En el año 2001, la Conmebol decidió unificar los torneos del segundo semestre instituyendo la Copa Panamericana, que pretendía confrontar a clubes de esa Confederación junto a otros de la Concacaf. Esta copa iba a tener el formato de eliminación directa, pero no logró organizarse correctamente debido a las grandes distancias que dividían a los participantes, y a las diferencias económicas con la Concacaf. El torneo se aplazó para 2003, pero nunca se llegó a realizar.
Ya pasados algunos meses del año 2002, la Conmebol decidió organizar la Copa Sudamericana exclusivamente con clubes pertenecientes a federaciones propias, que eran las mismas que participaban en las copas Mercosur, Merconorte, y anteriormente en la Copa Conmebol y la Supercopa Sudamericana.
Debido a la demora en la organización, los clubes brasileños no participaron en la primera edición de esta competición, ya que tenían establecido su calendario, que no era compatible con un torneo más. Estos equipos recién se sumaron a partir de la edición 2003. Entre 2005 y 2008 se contó con la participación de clubes miembros de la Concacaf en calidad de invitados; mayormente, equipos de México, pero también con representantes de Estados Unidos, Costa Rica y Honduras.

### 2002-2009

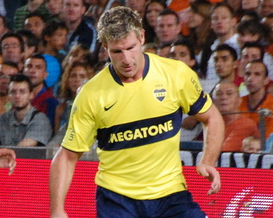
Martín Palermo, uno de los referentes de Boca Juniors bicampeón (2004 y 2005).

San Lorenzo, de Argentina, fue el primer campeón de esta competición. Clasificó a la edición 2002 por haber sido el ganador de la Copa Mercosur 2001, en lo que fue la última disputa de ese torneo. Teniendo en sus filas a figuras tales como Claudio Morel Rodríguez, Sebastián Saja, Alberto Acosta y Leandro Romagnoli, en la final de ida, disputada en Medellín, el conjunto argentino goleó a Atlético Nacional de Colombia por 4-0, resultado que le permitió coronarse campeón en su estadio, el Nuevo Gasómetro, de la ciudad de Buenos Aires, tras empatar 0-0. Aquel conjunto era dirigido por Rubén Darío Insúa.
En la edición 2003, Cienciano de Perú, logró uno de los mayores hitos de la historia del fútbol de su país, al consagrarse campeón y adjudicarse el su primer título internacional a nivel de clubes, tras vencer a Alianza Lima, Universidad Católica de Chile, Santos de Brasil, Atlético Nacional de Colombia, y en la final a River Plate de Argentina. El encuentro de ida se disputó en el Estadio Monumental de Núñez, en Buenos Aires terminó con un empate 3-3.En la vuelta en el Estadio Monumental de la UNSA en Arequipa terminó con un histórico triunfo 1-0 por parte del club cuzqueño. El entrenador de aquel conjunto era Freddy Ternero.
En la edición 2004, Boca Juniors, de Argentina, levantó su primera Copa Sudamericana. El conjunto xeneize que por entonces, tenía como máxima estrella a Carlos Tévez, superó en las fases previas a San Lorenzo, Cerro Porteño, y a Internacional de Porto Alegre. En la final enfrentó a Bolívar, cayendo 1-0 en el partido de ida en La Paz, pero venciendo 2-0 en el encuentro de vuelta, disputado en La Bombonera, en Buenos Aires.
En la edición siguiente, Boca Juniors se convirtió en campeón por segunda vez consecutiva, al superar en la final de vuelta a los Pumas de México por 4-3 en definición a penales. Si bien el conjunto xeneize (dirigido por Alfio Basile) contaba con jugadores de alto nivel como Rodrigo Palacio, Fernando Gago y Martín Palermo, el gran héroe de la final fue el arquero Roberto Abbondanzieri, al tapar dos penales y convertir el último.
En la edición 2006, Pachuca de México fue el campeón al derrotar a Colo-Colo de Chile por 2-1 en el Estadio Nacional de Santiago (tras igualar 1-1 en el partido de ida en el Estadio Hidalgo). Previo a la final, el equipo dirigido por Enrique Meza venció a Deportes Tolima de Colombia, Lanús de Argentina y Athletico Paranaense de Brasil. Tuvo como principales estrellas a Miguel Calero, Aquivaldo Mosquera, Damián Álvarez y Christian "Chaco" Giménez, quien anotó el gol decisivo en la final. Se trató de la primera (y hasta el momento única) coronación de un conjunto de la Concacaf en un torneo oficial de la Conmebol.
En la edición 2007, Arsenal de Argentina obtuvo el torneo al enfrentar en la final a América, de México. Este último ganó por 2-1 en el partido de vuelta, disputado en el Estadio Presidente Perón de la ciudad de Avellaneda, pero no le alcanzó para revertir la desventaja por 2-3 del partido de ida. El tanto de Martín Andrizzi a los 83 minutos, que igualó la serie, otorgó el trofeo a Arsenal, por haber obtenido mayor cantidad de goles como visitante en la primera final. Sería la última edición en la que se tomaría en cuenta esta regla para el caso de una final. El equipo de Sarandí consiguió la Copa teniendo como principales estandartes a Israel Damonte, Alejandro "Papu" Gómez y José Luis Calderón.
En la edición 2008, Internacional de Porto Alegre se consagró campeón, luego de derrotar en la final a Estudiantes de la Plata. En la ida, disputada en Argentina, ganó el equipo visitante por 1-0, y en la vuelta, jugada en Porto Alegre, triunfó el equipo argentino por el mismo marcador en los 90 minutos reglamentarios, ganando finalmente Internacional 1-0 en tiempo de suplemento con gol de Nilmar. El cuadro gaúcho, entonces dirigido por Tite, se convirtió con esto en el primer club brasileño en ganar la competencia, y el primer club en ganar el torneo de forma invicta.
En la Copa Sudamericana 2009, Liga de Quito y Fluminense de Brasil reeditaron la final de la Copa Libertadores del año anterior. En esta ocasión, el conjunto ecuatoriano (dirigido por el entrenador uruguayo Jorge Fossati) sacó ventaja en el partido de ida de local en Quito (5-1), y aunque en la vuelta en Río de Janeiro ganó Fluminense (3-0), el global (5-4) dio como ganador a Liga de Quito. Entre los jugadores claves de la estupenda campaña del conjunto ecuatoriano estaban Claudio Bieler, Néicer Reasco, Ulises de la Cruz y Édison Méndez.

### 2010-2019
En la Copa Sudamericana 2010, Independiente de Argentina fue el campeón tras derrotar a Goiás de Brasil (equipo revelación del torneo), llegando así a su título internacional n.º 16. En el primer encuentro, Goiás sacó una ventaja de 2-0 de local, resultado que Independiente remontó y lo empató con un 3-1 en Avellaneda. Con un resultado global de 3-3, el partido se prolongó al tiempo suplementario y posteriormente a lanzamientos penales, en un dramático final en que el tercer penal ejecutado por Goiás pegó en el palo, dejando la responsabilidad a Eduardo Tuzzio, que pudo convertir clavando la pelota en el ángulo superior izquierdo del arquero, desatando la euforia en Avellaneda tras 15 años sin títulos internacionales.

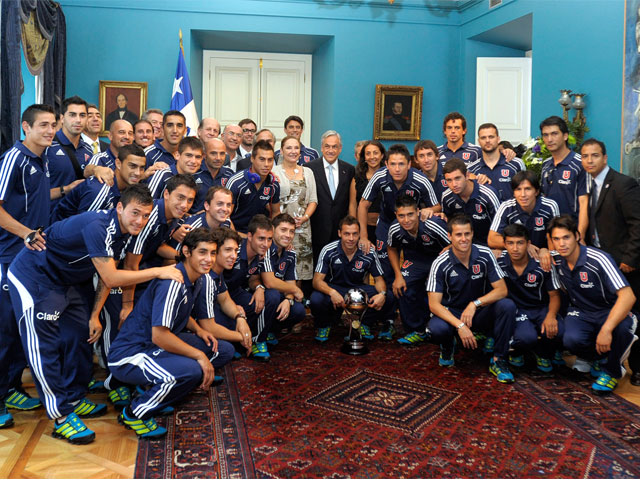
El plantel de Universidad de Chile visitando el Palacio de La Moneda, luego de obtener la Copa Sudamericana 2011.

En la edición 2011, Universidad de Chile se coronó campeón invicto y con solo 2 goles en contra, convirtiéndose en el primer (y hasta el momento único) equipo chileno en ganar la competición, tras vencer en la final a Liga de Quito con una victoria de 1-0 en Quito y 3-0 en Santiago. El partido de vuelta se realizó en el Estadio Nacional de Chile. El equipo dirigido por Jorge Sampaoli contó con el máximo goleador de un torneo de Copa Sudamericana, Eduardo Vargas con 11 goles, el arquero menos batido Johnny Herrera (con solo dos goles en contra en doce partidos) y varios jugadores que posteriormente fueron parte de la Selección Chilena campeona de la Copa América 2015 y la Copa América Centenario.
En la edición 2012, São Paulo de Brasil ganó la competición de manera invicta, derrotando en la final a Tigre de Argentina con un 0-0 en Buenos Aires y un 2-0 en São Paulo. Eso sí, en forma polémica, ya que el conjunto argentino acusó golpes de parte de la policía local durante el entretiempo, por lo que se negó a regresar a la cancha. Acto seguido, el árbitro chileno Enrique Osses dio por concluido el partido, declarando al cuadro brasileño campeón, al no presentarse el visitante a disputar los 45 minutos finales. El conjunto dirigido por Ney Franco tuvo entre sus figuras a Rogério Ceni, Lucas Moura, Rafael Tolói y Luis Fabiano.
En la Copa Sudamericana 2013, Lanús de Argentina fue campeón tras vencer en la final al equipo revelación Ponte Preta de Brasil. Dirigido por Guillermo Barros Schelotto (junto a su hermano mellizo Gustavo Barros Schelotto como asistente técnico), consiguió 7 victorias, 1 derrota y 2 empates. Algunos jugadores clave del campeonato para los "granates" fueron Paolo Goltz, Leandro Somoza, Santiago Silva, Diego Hernán González, Agustín Marchesín, Víctor Ayala, entre otros. En el camino a la final del título venció a Racing de Avellaneda, Universidad de Chile, River Plate de Argentina, y Libertad de Paraguay.

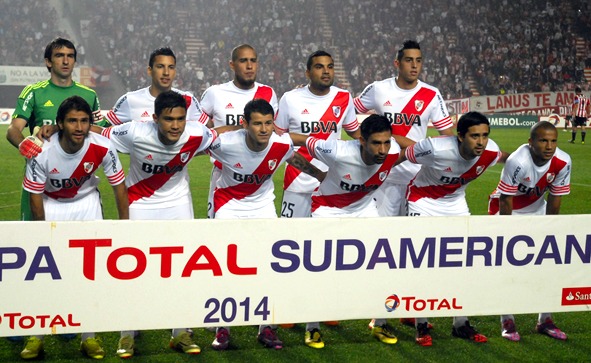
River Plate se consagró campeón de la Copa Sudamericana 2014, al mando del técnico Marcelo Gallardo.

En la edición del año 2014 se coronó campeón y de manera invicta River Plate de Argentina que derrotó en la final a Atlético Nacional de Medellín. Ambos equipos disputaban su segunda final de Copa Sudamericana. En el partido de ida en Colombia igualaron 1-1 con goles de Leonardo Pisculichi por parte del visitante y un gol de Orlando Berrío para el Atlético Nacional de Medellín, mientras que en la vuelta el «Millonario» pudo vencerlo 2-0 en el Monumental en Buenos Aires con goles de Gabriel Mercado y Germán Pezzella. Previo a esta final, River superó a Godoy Cruz, Libertad de Paraguay, Estudiantes de La Plata y a Boca Juniors, eliminando por primera vez al rival de toda la vida en un certamen internacional. Consiguió durante el torneo ocho victorias y solo dos empates y tuvo entre sus figuras a Marcelo Barovero (premiado como mejor jugador del certamen), Teófilo Gutiérrez, Leonardo Pisculichi, Rodrigo Mora, Carlos Sánchez, Leonardo Ponzio, entre otros.
La edición del año 2015 dejó varias sorpresas. Santa Fe de Colombia se coronó campeón del torneo por primera vez en su historia, venciendo a Huracán de Argentina. El conjunto dirigido por Gerardo Pelusso ganó el torneo principalmente gracias a sus buenos resultados como visitante, teniendo a uno de los goleadores del torneo como Wilson Morelo, y otros altos rendimientos como Luis Seijas, Yerry Mina, Róbinson Zapata y Francisco Meza. Para llegar a la final, Santa Fe eliminó a Liga de Loja, Nacional de Uruguay, Emelec de Ecuador, Independiente de Argentina y Sportivo Luqueño de Paraguay. Con 4 victorias, 6 empates y solo dos derrotas, el equipo Cardenal se convirtió en el primer equipo de Colombia que logró conseguir la Copa Sudamericana y Huracán, paradójicamente, fue subcampeón invicto, ya que solo cayó en la final por tiros desde el punto penal.
En la edición del año 2016 no se pudo jugar la final por el trágico accidente aéreo que sufrió el equipo finalista Chapecoense, el 28 de noviembre de 2016, que costó la vida de 71 personas, entre ellas 19 futbolistas del club y su entrenador Caio Júnior. Por eso, el otro finalista, el equipo colombiano Atlético Nacional, pidió a la Conmebol que entregara el título de la Copa al equipo brasileño, a modo de homenaje tras la tragedia. De esta manera, el día 5 de diciembre de 2016 Chapecoense fue proclamado como campeón de la Copa Sudamericana.
En la edición del año 2017 el campeón fue Independiente de Argentina, equipo dirigido por Ariel Holan que ganó en el resultado global por 3-2 a Flamengo de Brasil. La primera final se jugó en el Estadio Libertadores de América, donde el club argentino se impuso por 2-1 con goles de Emmanuel Gigliotti y Maximiliano Meza después de empezar perdiendo 0-1 con anotación de Réver. El partido de vuelta se jugó en el Estadio Maracaná de Río de Janeiro, donde el club carioca se puso en ventaja a través de Lucas Paquetá, sin embargo Independiente empató con gol de penal de Esequiel Barco, lo que finalmente terminaría siendo decisivo para consagrarse en el torneo. Con esto, El Rojo de Avellaneda logró su segunda Copa Sudamericana, registrando 8 victorias, 2 empates y 2 derrotas.
La Copa Sudamericana 2018 se definió por lanzamientos desde el punto penal, donde Athletico Paranaense de Brasil se consagró campeón venciendo en la final a Junior de Colombia, tras empatar 1-1 en los duelos de ida y vuelta. El equipo dirigido por Tiago Nunes ganó el torneo teniendo a dos de los principales goleadores del certamen (Pablo Felipe con 5 anotaciones y Nikão con 4), y otros altos rendimientos como "Lucho" González, Renan Lodi, Léo Pereira, Bruno Guimarães y Thiago Heleno. Previo a la final, el cuadro de Paraná eliminó a Newell's Old Boys, Peñarol, Caracas FC, Bahía y Fluminense. Con esta consagración, se convirtió en el cuarto equipo brasileño en ganar el certamen.
El campeón de la edición de 2019 fue Independiente del Valle de Ecuador, tras vencer 3-1 a Colón de Santa Fe en el estadio "La Nueva Olla" de Paraguay, en la primera final a partido único en la historia del certamen. El elenco dirigido por el español Miguel Ramírez fue la revelación del certamen al vencer previamente a varios clubes grandes de sus respectivos países, como Universidad Católica de Chile, Independiente de Avellaneda de Argentina, Caracas FC de Venezuela y Corinthians de Brasil, y logró el primer título internacional de su historia (tras caer tres años antes en una final de Copa Libertadores). Entre las principales figuras del equipo estuvieron: Cristian Pellerano, Alan Franco, Alejandro Cabeza, Cristian Dájome y Ángelo Preciado.

### 2020-Actualidad
En la Copa Sudamericana 2020, Defensa y Justicia de Argentina fue campeón tras vencer en la final a Lanús. Dirigido por Hernán Crespo, el cuadro de Florencio Varela consiguió 6 triunfos, tres empates y no tuvo derrotas durante el certamen. Algunos jugadores claves en la consagración internacional del equipo fueron Ezequiel Unsain, Enzo Fernández, Francisco Pizzini, Miguel Merentiel, Walter Bou, y el goleador del campeonato, Braian Romero, autor de diez anotaciones. Fue el séptimo conjunto argentino en alzar la Copa Sudamericana, que en 2020 se vio marcada por la pandemia de COVID-19 que obligó a suspender el torneo por varios meses.
En la edición del año 2021 el campeón fue Athletico Paranaense de Brasil, tras superar 1-0 a su compatriota Bragantino en la tercera final a partido único de la historia del torneo. El duelo se disputó en el Estadio Centenario de Uruguay y se definió con un gol de Nikão. Para acceder a la final, el Furacão se impuso en fase de grupos ante Melgar de Perú, Aucas de Ecuador y Metropolitanos de Venezuela; en octavos de final venció a América de Cali de Colombia; posteriormente superó a Liga de Quito de Ecuador y en semifinales a Peñarol de Uruguay. Con esta consagración, el cuadro dirigido por Alberto Valentim se convirtió en el tercer equipo bicampeón del certamen continental.
En la Copa Sudamericana 2022 el campeón fue Independiente del Valle de Ecuador, tras vencer 2-0 en la final a São Paulo de Brasil en el Estadio Mario Alberto Kempes. El equipo dirigido por Martín Anselmi volvió a hacer historia en el certamen, esta vez contando con una importante base de jugadores que ya habían participado del título de 2019, sumado a figuras como Junior Sornoza, Moisés Ramírez, Lorenzo Faravelli y Lautaro Díaz. Con esto, el cuadro originario de la ciudad de Sangolquí consiguió la segunda Copa Sudamericana de su historia.
La Copa Sudamericana 2023 se definió por lanzamientos desde el punto penal, donde Liga de Quito de Ecuador se consagró campeón del torneo, venciendo en la final a Fortaleza de Brasil, tras empatar 1-1 en los 90 minutos y la prórroga, en el Estadio Domingo Burgueño Miguel de Uruguay. Con esto, el elenco dirigido por el argentino Luis Zubeldía se convirtió en bicampeón del torneo, uniéndose así al registro alcanzado previamente por Boca Juniors, Independiente de Avellaneda, Athletico Paranaense e Independiente del Valle. Entre los jugadores destacados del cuadro albo estuvieron: Alexander Domínguez, Paolo Guerrero, Mauricio Martínez y Jhojan Julio.
En la edición del año 2024 el campeón fue Racing Club de Argentina, tras derrotar 3-1 en la final a Cruzeiro de Brasil en el estadio "La Nueva Olla" de Paraguay. El equipo dirigido por Gustavo Costas se convirtió en el octavo cuadro argentino en ganar una Copa Sudamericana, y tuvo entre sus principales figuras a Gabriel Arias, Gastón Martirena, Agustín Almendra, Juan Fernando Quintero, y al goleador y máximo asistidor del certamen Adrián Martínez, con 10 anotaciones y 5 habilitaciones. De igual modo, La Academia quedó en los registros históricos del torneo al convertirse en el conjunto con mayor cantidad de goles en una misma edición, con 33 conquistas en 13 partidos. Este campeonato, a su vez, significó para el club terminar con una sequía de 36 años sin títulos internacionales.

## Sistema de competición

### Participantes y formato
Para la edición de 2023 se aplicaron cambios en la fase preliminar, se eliminó el doble partido y se reemplazó por un partido único, se añadió una fase antes de octavos de final donde los transferidos de fase de grupos de Copa Libertadores jugarán contra los segundos de fase de grupos de Copa Sudamericana. Los participantes se distribuyen de la siguiente manera:
- En la primera fase, los equipos de todas las federaciones, excepto Argentina y Brasil, jugarán contra un equipo de su mismo país en llaves a partido único con la localía determinada para el primer equipo del cruce que salga sorteado. Los ganadores clasificarán a la fase de grupos, asegurando que al menos dos equipos de cada federación participen en esta instancia.
- Se incluirán en la fase de grupos los equipos de Argentina y Brasil, así como los cuatro equipos eliminados en la tercera fase clasificatoria de la Copa Libertadores. Los ganadores de cada grupo se clasificarán a los octavos de final.
- Los ocho equipos clasificados segundos en la fase de grupos y los ocho terceros de la fase de grupos de la Copa Libertadores disputarán el play-off de octavos, en partidos de ida y vuelta.[14]
- Los ocho ganadores de la eliminatoria clasifican a la fase eliminatoria, donde enfrentarán a los 8 ganadores de la fase de grupos.[14]

| Fases                            | Equipos que entran en esta fase                                                       | Equipos que provienen de la fase anterior                                                                  | Equipos que provienen de la Copa Libertadores                                  |
| -------------------------------- | ------------------------------------------------------------------------------------- | --- | ------------------------------------------------------------------------------ |
| Fase preliminar (32 equipos)     | - 4 equipos de Bolivia, Chile, Colombia, Ecuador, Paraguay, Perú, Uruguay y Venezuela | |                                                                                |
| Fase de grupos (32 equipos)      | - 6 equipos de Brasil y Argentina                                                     | - 16 equipos clasificados de la Fase preliminar                                                            | - 4 equipos perdedores de la Fase 3 de la Copa Libertadores                    |
| Play-off de octavos (16 equipos) |                                                                                       | - 8 equipos clasificados segundos de la Fase de grupos                                                     | - 8 equipos clasificados terceros de la Fase de grupos de la Copa Libertadores |
| Fases finales (16 equipos)       |                                                                                       | - 8 equipos clasificados primeros de la Fase de grupos - 8 equipos clasificados de los Play-off de octavos |                                                                                |

### Distribución de cupos
| Asociación o federación                   | Cupos | Octavos de final | Play-off de octavos | Fase de grupos | Primera fase |
| ----------------------------------------- | ----- | ---------------- | ------------------- | -------------- | ------------ |
| Bolivia                                   | 4     | Indefinido       | Indefinido          | 2 ←            | ← 4          |
| Chile                                     | 4     | Indefinido       | Indefinido          | 2 ←            | ← 4          |
| Colombia                                  | 4     | Indefinido       | Indefinido          | 2 ←            | ← 4          |
| Ecuador                                   | 4     | Indefinido       | Indefinido          | 2 ←            | ← 4          |
| Paraguay                                  | 4     | Indefinido       | Indefinido          | 2 ←            | ← 4          |
| Perú                                      | 4     | Indefinido       | Indefinido          | 2 ←            | ← 4          |
| Uruguay                                   | 4     | Indefinido       | Indefinido          | 2 ←            | ← 4          |
| Venezuela                                 | 4     | Indefinido       | Indefinido          | 2 ←            | ← 4          |
| Argentina                                 | 6     | Indefinido       | Indefinido          | 6              | No participa |
| Brasil                                    | 6     | Indefinido       | Indefinido          | 6              | No participa |
| Transferidos de la Copa Libertadores 2023 | 12    | Indefinido       | 8                   | 4              | No participa |
| Fase de grupos                            | —     | 8                | 8                   | —              | No participa |
| Fase anterior                             | —     | 8                | —                   | 16             | No participa |
| Total                                     | 56    | 16               | 16                  | 32             | 32           |

### Primera fase
En la primera fase, participarán todos los clasificados de las asociaciones de la Bolivia, Chile, Colombia, Ecuador, Paraguay, Perú, Uruguay y Venezuela. Todos los equipos serán emparejados en llaves, donde se jugará a un único partido entre países de la misma asociación. Los ganadores accederán a la fase de grupos.

### Fase de grupos
En la fase de grupos, entran los equipos de las asociaciones de Argentina, Brasil, así como los cuatro equipos eliminados en la tercera fase de la Copa Libertadores. Los ganadores de cada grupo se clasificarán a los octavos de final, mientras que los segundos se enfrentarán contra los ocho mejores terceros de la fase de grupos de la Copa Libertadores en los play-off de octavos.

### Fase eliminatoria y final
Los 8 equipos clasificados en primer lugar de cada grupo se emparejarán en 8 llaves con el ganador, en partidos de ida y vuelta, entre los 8 segundos de la fase de grupos contra los ocho terceros de la fase de grupos de la Copa Libertadores. Entrarán a la competición en octavos de final, donde se jugarán partidos de ida y vuelta, en las cuales los ganadores irán clasificando hasta llegar a la final.
Desde la edición de 2019, la CONMEBOL decidió que la final del certamen se desarrolle en cancha neutral. En caso de igualdad en goles al término del tiempo reglamentario se recurrirá a un tiempo suplementario. Si al término de este alargue de 30 minutos suplementarios persiste la paridad, se define al ganador con la ejecución de tiros desde el punto penal, conforme a las normas estipuladas por la FIFA.

## Trofeo

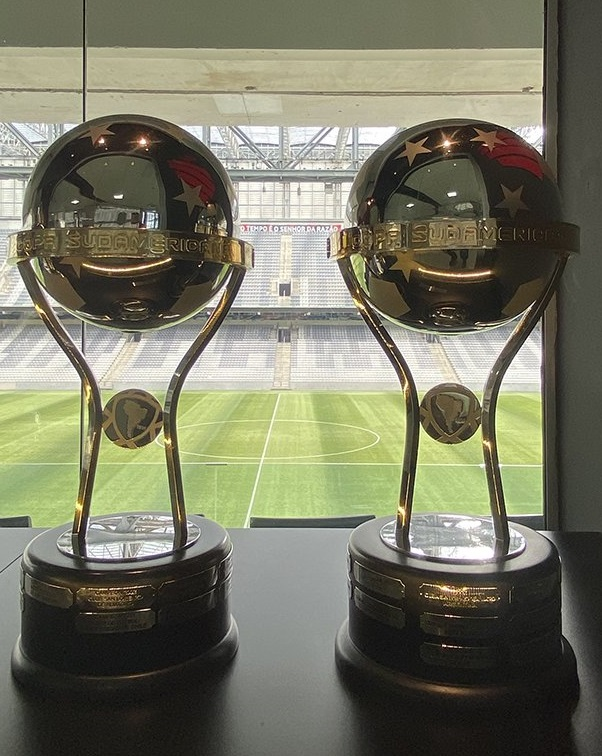
Trofeos de la Copa Sudamericana conquistados por Athletico Paranaense.

Los ganadores de la Copa Sudamericana mantienen el trofeo hasta la próxima edición del campeonato. El trofeo es más pequeño que el de la Copa Libertadores, de color plata, con un balón en la parte superior y posee unas letras en la parte central del balón que describe: Copa Sudamericana en letras mayúsculas y de color dorado. Justo en la parte central del trofeo se encuentra una pequeña placa donde se muestra el logo oficial de la Confederación Sudamericana de Fútbol. En la parte inferior se encuentra una plataforma que sostiene el trofeo.
En la base del trofeo se fija una pequeña placa donde se muestra el club ganador y el año, con el objetivo de identificar a todos aquellos clubes ganadores. El trofeo nunca se reemplazó en toda la historia del torneo.

## Repercusión

### Patrocinio comercial y televisación
La Copa Sudamericana posee bastante repercusión, siendo el segundo certamen por importancia en América del Sur, por detrás de la Copa Libertadores.
A nivel internacional, la competición es retransmitida por beIN Sports en Estados Unidos, DAZN en España y Sport TV en Portugal. A nivel local, Fox Sports poseía los derechos de retransmisión del campeonato continental en Centroamérica y Sudamérica hasta 2018. En 2019 DirecTV Sports se quedó con la televisación de los partidos; sin embargo el 12 de febrero de 2019, se anunció que ESPN Latinoamérica también iba a transmitir algunos partidos para Argentina, Uruguay y Paraguay, ya que la mayoría de la audiencia no disponía de DirecTV en sus hogares. Se transmitirían todos los partidos de los equipos argentinos por las señales de ESPN. En Brasil, hasta 2018, la Copa Sudamericana se retransmitia por TV Globo y Fox Sports. Entre 2019 y mediados de 2020 los derechos fueron de DAZN. Desde septiembre de ese año hasta el término de la edición 2022, los derechos fueron de Conmebol TV, con producción de la cadena BandSports.
Desde 2019 hasta 2022, Tigo Sports retransmitió la Copa Sudamericana para Bolivia, Paraguay y algunos países de Centroamérica. A partir de 2021 y tras un acuerdo mutuo con DirecTV, ESPN comienza a transmitir algunos partidos de la Copa Sudamericana para toda Sudamérica.
En el 2022 se licitó el paquete del ciclo 2023-2026 donde DSports renueva los derechos de TV paga para Sudamérica excepto Bolivia y Paraguay, con ESPN/Star+ siendo el sublicenciado para emitir la mitad de los partidos en todo Hispanoamérica, En Brasil los derechos de TV paga y Streaming fueron adquiridos por Disney (ESPN) y Paramount (Paramount+), mientras que los derechos de TV abierta fueron adquiridos por SBT.

### Convocatoria
La Copa Sudamericana se caracteriza, al igual que la Copa Libertadores, por la pasión de las hinchadas, generando una gran convocatoria en los estadios a medida que los clubes avanzan hacia las rondas finales del certamen. Esto hace que se den algunos hechos inusuales de asistencias masivas de hinchas de un país hacia otro, en cada eliminatoria de la copa.
Entre los recibimientos más destacados en la historia reciente se encuentra el protagonizado por Racing Club, de Argentina, durante la edición 2024. El acontecimiento tuvo lugar con motivo del encuentro de semifinales frente al Corinthians, de Brasil, disputado en el Cilindro. La hinchada organizó una recepción de magnitud extraordinaria, caracterizada por el uso desmedido de pirotecnia, que incluyó bengalas, fuegos artificiales y una intensa humareda. Tal despliegue generó una atmósfera que diversos especialistas en fútbol sudamericano y medios internacionales calificaron como «impactante» e «inolvidable». En un giro simbólico, el Cilindro se transformó temporalmente en «un infierno», expresión tradicionalmente atribuida al clásico rival, Independiente. Sin embargo, el club fue sancionado por la Aprevide, así como por la Conmebol, en virtud de las normativas vigentes en materia de seguridad y espectáculos deportivos.

## Historial
| Bolívar · Bolivia | Nacional · Uruguay |

| Atlético Nacional · Colombia | São Paulo · Brasil |

| Internacional · Brasil | Liga de Quito · Ecuador |

| Universidad Católica · Chile | Vélez Sarsfield Argentina |

| Atlético Paranaense · Brasil | Toluca · México |

| River Plate Argentina | Millonarios · Colombia |

| Guadalajara · México | Argentinos Juniors Argentina |

| River Plate · Uruguay | Cerro Porteño Paraguay |

| Liga de Quito · Ecuador | Palmeiras · Brasil |

| Vasco da Gama · Brasil | Vélez Sarsfield Argentina |

| Universidad Católica · Chile | Millonarios · Colombia |

| Libertad Paraguay | São Paulo · Brasil |

| Boca Juniors Argentina | São Paulo · Brasil |

| Sportivo Luqueño Paraguay | River Plate Argentina |

| San Lorenzo Argentina | Cerro Porteño Paraguay |

| Libertad Paraguay | Junior · Colombia |

| Fluminense · Brasil | Santa Fe · Colombia |

| Corinthians · Brasil | Atlético Mineiro · Brasil |

| Coquimbo Unido · Chile | Vélez Sarsfield Argentina |

| Peñarol · Uruguay | Libertad Paraguay |

| Melgar · Perú | Atlético Goianiense · Brasil |

| Defensa y Justicia Argentina | Corinthians · Brasil |

| Corinthians · Brasil | Lanús Argentina |

     Nombre oficial del torneo.

- Nota 1: Se disputaron solo 45 minutos en la final de vuelta debido a incidentes.

## Palmarés

### Títulos por equipo
| Equipo                  | Títulos | Subtítulos | Años campeón | Años subcampeón  |
| ----------------------- | ------- | ---------- | ------------ | ---------------- |
| Liga de Quito           | 2       | 1          | 2009, 2023   | 2011             |
| Boca Juniors            | 2       | -          | 2004, 2005   |                  |
| Independiente           | 2       | -          | 2010, 2017   |                  |
| Athletico Paranaense    | 2       | -          | 2018, 2021   |                  |
| Independiente del Valle | 2       | -          | 2019, 2022   |                  |
| São Paulo               | 1       | 1          | 2012         | 2022             |
| Lanús                   | 1       | 1          | 2013         | 2020             |
| River Plate             | 1       | 1          | 2014         | 2003             |
| San Lorenzo             | 1       | -          | 2002         |                  |
| Cienciano               | 1       | -          | 2003         |                  |
| Pachuca                 | 1       | -          | 2006         |                  |
| Arsenal                 | 1       | -          | 2007         |                  |
| Internacional           | 1       | -          | 2008         |                  |
| Universidad de Chile    | 1       | -          | 2011         |                  |
| Santa Fe                | 1       | -          | 2015         |                  |
| Chapecoense             | 1       | -          | 2016         |                  |
| Defensa y Justicia      | 1       | -          | 2020         |                  |
| Racing Club             | 1       | -          | 2024         |                  |
| Atlético Nacional       | 0       | 3          |              | 2002, 2014, 2016 |
| Bolívar                 | 0       | 1          |              | 2004             |
| Pumas UNAM              | 0       | 1          |              | 2005             |
| Colo-Colo               | 0       | 1          |              | 2006             |
| América                 | 0       | 1          |              | 2007             |
| Estudiantes             | 0       | 1          |              | 2008             |
| Fluminense              | 0       | 1          |              | 2009             |
| Goiás                   | 0       | 1          |              | 2010             |
| Tigre                   | 0       | 1          |              | 2012             |
| Ponte Preta             | 0       | 1          |              | 2013             |
| Huracán                 | 0       | 1          |              | 2015             |
| Flamengo                | 0       | 1          |              | 2017             |
| Junior                  | 0       | 1          |              | 2018             |
| Colón                   | 0       | 1          |              | 2019             |
| Bragantino              | 0       | 1          |              | 2021             |
| Fortaleza               | 0       | 1          |              | 2023             |
| Cruzeiro                | 0       | 1          |              | 2024             |

### Títulos por país
| País      | Títulos | Subtítulos | Clubes campeones |
| --------- | ------- | ---------- | --- |
| Argentina | 10      | 6          | Independiente (2), Boca Juniors (2), San Lorenzo (1), Arsenal (1), Lanús (1), River Plate (1), Defensa y Justicia (1), Racing Club (1) |
| Brasil    | 5       | 8          | Athletico Paranaense (2), Internacional (1), São Paulo (1), Chapecoense (1)                                                            |
| Ecuador   | 4       | 1          | Independiente del Valle (2), Liga de Quito (2)                                                                                         |
| Colombia  | 1       | 4          | Santa Fe |
| México    | 1       | 2          | Pachuca |
| Chile     | 1       | 1          | Universidad de Chile |
| Perú      | 1       | 0          | Cienciano |
| Bolivia   | -       | 1          | |

1. ↑  No jugó la edición del 2002 por problemas de calendario.
2. ↑  Jugó las ediciones del 2005, 2006, 2007 y 2008 en calidad de invitado.

### Títulos incluyendo a la Copa Conmebol
La Copa Conmebol es considerada la principal precursora de la Copa Sudamericana. Si se consolidan los títulos obtenidos en ambas competiciones, los clubes con mayor cantidad de conquistas son Lanús, Atlético Mineiro, São Paulo, Liga de Quito, Boca Juniors, Independiente, Athletico Paranaense e Independiente del Valle, sumando dos trofeos cada uno.

## Estadísticas históricas

### Tabla histórica de goleadores
El goleador histórico en la Copa Sudamericana es el argentino Hernán Barcos con 20 goles mientras que el récord de goles en una sola edición corresponde al chileno Eduardo Vargas, quien con la camiseta de Universidad de Chile consiguió 11 goles en 2011.
Nota: Se contabilizan los partidos y goles en rondas previas. En negrita los jugadores en actividad.

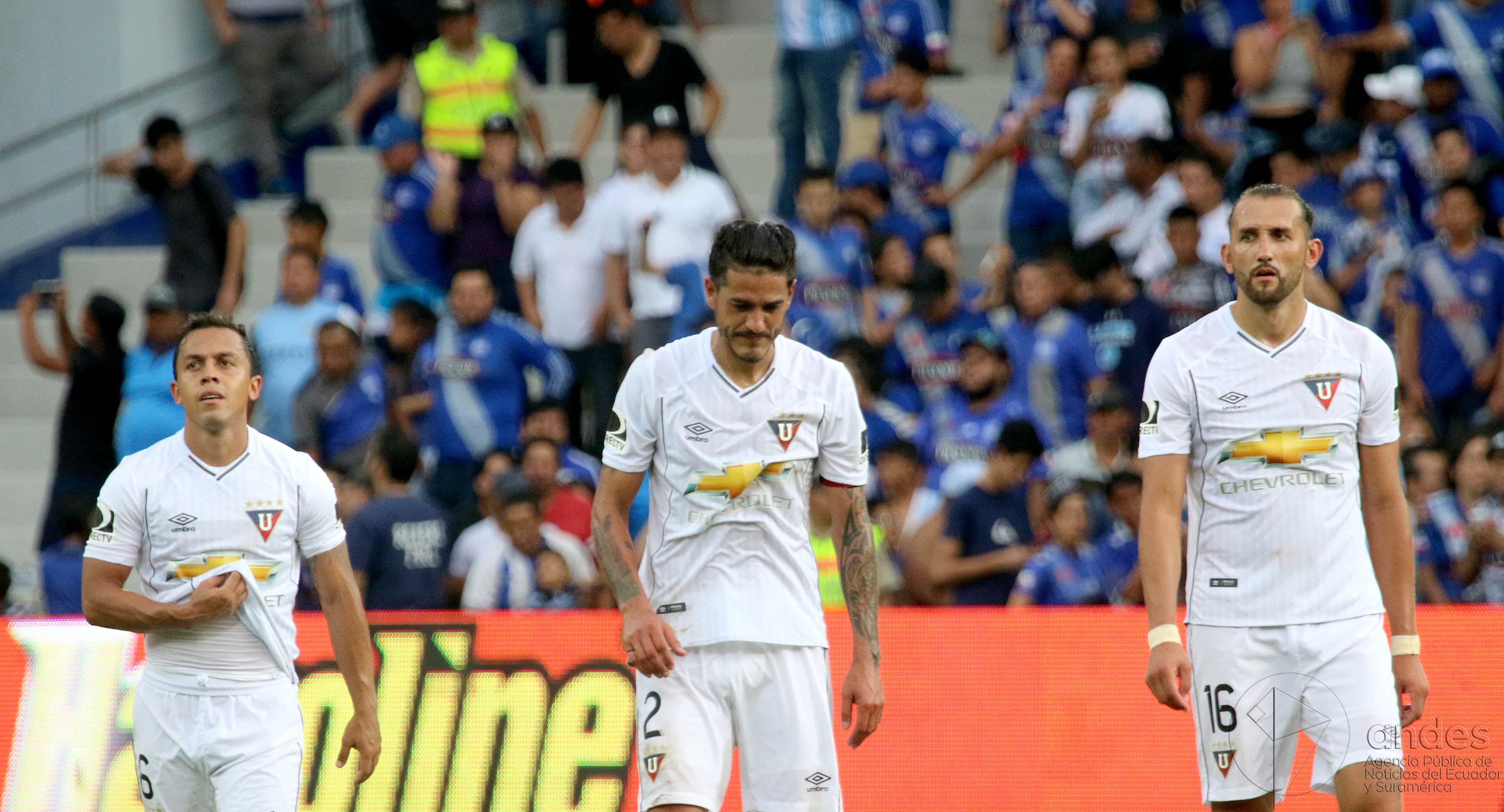
Hernán Barcos (derecha), máximo goleador de la Copa Sudamericana. La mayoría de sus goles fueron en la Liga de Quito.

| Pos. | Jugador              | Goles | Part. | Prom. | Debut | Clubes                                                                                   |
| ---- | -------------------- | ----- | ----- | ----- | ----- | ---------------------------------------------------------------------------------------- |
| 1    | Hernán Barcos        | 20    | 31    | 0.65  | 2005  | Guaraní (0), Alianza lima (1), Liga de Quito (15), Palmeiras (2), Atlético Nacional (2)  |
| 2    | Gonzalo Mastriani    | 19    | 33    | 0.58  | 2018  | Boston River (1), Barcelona (2), América Mineiro (9), Athletico Paranaense (7)           |
| 3    | Hernán Rodrigo López | 16    | 28    | 0.57  | 2006  | Libertad (8), América (5), Vélez Sarsfield (3), Cerro Porteño (0)                        |
| 4    | Miler Bolaños        | 16    | 33    | 0.48  | 2009  | Liga de Quito (2), Emelec (14)                                                           |
| 5    | Bernardo Cuesta      | 15    | 21    | 0.71  | 2013  | Melgar (15)                                                                              |
| 6    | Miguel Borja         | 15    | 22    | 0.68  | 2015  | Independiente Santa Fe (0), Atlético Nacional (6), Junior (9)                            |
| 7    | Nicolás Fernández    | 15    | 27    | 0.56  | 2018  | Defensa y Justicia (13), San Lorenzo (2)                                                 |
| 8    | Silvio Romero        | 15    | 27    | 0.56  | 2011  | Lanús (1), Independiente (11), Fortaleza (3)                                             |
| 9    | Rafael Moura         | 14    | 17    | 0.82  | 2006  | Corinthians (1), Athletico Paranaense (2), Goiás (8), Figueirense (3), Internacional (0) |
| 10   | José Sand            | 14    | 34    | 0.41  | 2004  | River Plate (0), Banfield (0), Lanús (11), Racing Club (0), Deportivo Cali (3)           |
| 11   | Rodrigo Mora         | 13    | 20    | 0.65  | 2008  | Defensor Sporting (6), River Plate (7)                                                   |
| 12   | Juan Martín Lucero   | 13    | 29    | 0.45  | 2015  | Independiente (0), Vélez Sarsfield (2), Colo-Colo (1), Fortaleza (10)                    |
| 13   | Lucas Albertengo     | 12    | 25    | 0.48  | 2015  | Independiente (3), Arsenal (5), Defensa y Justicia (4)                                   |
| 14   | Claudio Bieler       | 12    | 14    | 0.86  | 2007  | Colo-Colo (0), Liga de Quito (8), Belgrano (4), Independiente del Valle (0)              |
| 15   | Eduardo Vargas       | 11    | 12    | 0.92  | 2011  | Universidad de Chile (11)                                                                |
| 16   | Bruno Marioni        | 11    | 14    | 0.79  | 2003  | Independiente (2), Pumas UNAM (7), Toluca (2)                                            |
| 17   | Juan Manuel Olivera  | 11    | 22    | 0.50  | 2002  | Danubio (2), Universidad de Chile (5), Náutico (1), Peñarol (1), River Plate (U) (2)     |
| 18   | Luciano              | 11    | 32    | 0.34  | 2018  | Fluminense (4), São Paulo (7)                                                            |
| 19   | Nikão                | 11    | 31    | 0.35  | 2010  | Atlético Mineiro (0), Athletico Paranaense (9), São Paulo (1)                            |
| 20   | Yuri Alberto         | 11    | 16    | 0.69  | 2019  | Santos (0), Corinthians (11)                                                             |

### Jugadores con más partidos disputados

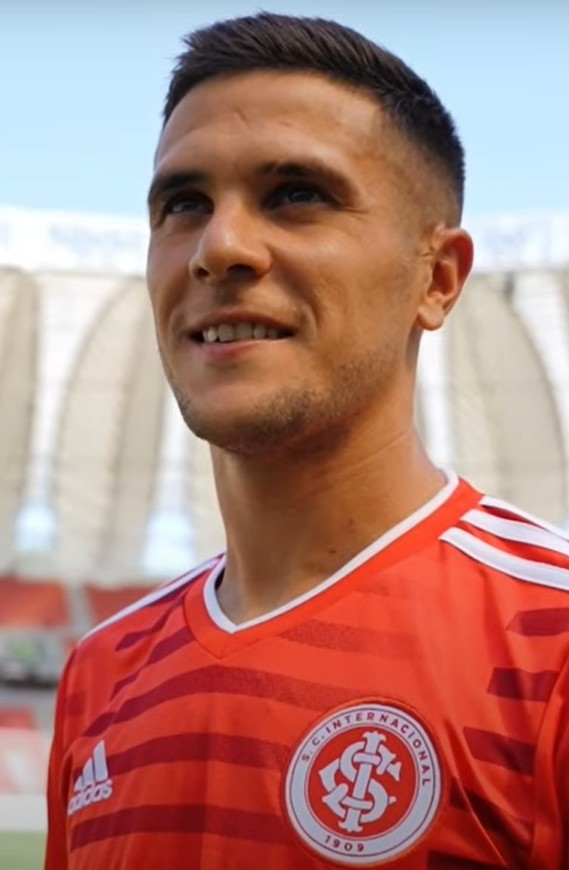
El argentino Fabricio Bustos es el futbolista con mayor cantidad de presencias en el torneo.

Esta tabla muestra los 20 jugadores con más partidos en la historia de la Copa Sudamericana.
Actualizado: Final 2024.
| Pos. | Jugador               | Partidos | Debut | Clubes                                                                                            |
| ---- | --------------------- | -------- | ----- | ------------------------------------------------------------------------------------------------- |
| 1    | Fabricio Bustos       | 52       | 2017  | Independiente, Internacional                                                                      |
| 2    | Sergio Aquino         | 51       | 2002  | Cerro Porteño, Libertad                                                                           |
| 3    | Alexander Domínguez   | 50       | 2009  | Liga de Quito, Colón, Vélez Sarfield                                                              |
| 4    | Martín Silva          | 50       | 2007  | Defensor Sporting, Olimpia, Libertad, Vasco da Gama                                               |
| 5    | Carlos Bonet          | 49       | 2002  | Libertad, Cerro Porteño, Nacional (P)                                                             |
| 6    | Néicer Reasco         | 48       | 2003  | Liga de Quito                                                                                     |
| 7    | Rogério Ceni          | 48       | 2003  | São Paulo                                                                                         |
| 8    | Sebastián Viera       | 46       | 2015  | Junior                                                                                            |
| 9    | Julio Dos Santos      | 45       | 2002  | Cerro Porteño, Athletico Paranaense                                                               |
| 10   | Miguel Paniagua       | 45       | 2005  | River Plate, Cusco, Olimpia, Libertad, Cerro Porteño, Guaraní, Nacional, Guaireña                 |
| 11   | Lautaro Acosta        | 45       | 2006  | Lanús, Boca Juniors                                                                               |
| 12   | José Sand             | 43       | 2004  | River Plate, Banfield, Lanús, Racing Club, Deportivo Cali                                         |
| 13   | Sebastián Ariosa      | 42       | 2005  | Defensor Sporting, Olimpia, Sportivo Luqueño                                                      |
| 14   | Pedro Benítez         | 41       | 2004  | Cerro Porteño, Libertad                                                                           |
| 15   | Martín Benítez        | 40       | 2012  | Independiente, Vasco da Gama, América Mineiro                                                     |
| 16   | Maximiliano Velázquez | 40       | 2006  | Lanús, Independiente                                                                              |
| 17   | Miler Bolaños         | 39       | 2009  | Emelec, Liga de Quito                                                                             |
| 18   | Roberto Cereceda      | 39       | 2010  | Audax Italiano, Palestino, Colo-Colo, Universidad de Chile, Universidad Católica                  |
| 19   | Diego Souza           | 39       | 2003  | São Paulo, Palmeiras, Grêmio, Atlético Mineiro, Botafogo, Vasco da Gama, Fluminense, Sport Recife |
| 20   | Rodrigo Muñoz         | 39       | 2011  | Nacional, Libertad, Guaraní                                                                       |

Nota 1: Su posición con partidos iguales no está ordenado bajo ningún criterio.

### Clasificación histórica
Es un registro acumulativo de todos los resultados de partidos, puntos y títulos de cada club que ha disputado la Copa Sudamericana desde su creación en 2002, hasta la presente edición.
Liga de Quito acumula la mayor cantidad de puntos obtenidos (159), cuenta con más partidos jugados (98), partidos ganados (46), la mayor cantidad de goles a favor (152) y goles en contra (111). Mientras que Libertad de Paraguay es el equipo con más participaciones (16).

#### Tabla histórica
Este es el Top 20 de la Copa Sudamericana, desde su inauguración en 2002 hasta la fecha.
Actualizado: Final 2024.
| Pos. | Equipo               | Part. | Títs. | PJ | PG | PE | PP | GF  | GC  | Dif. | Pts. |
| ---- | -------------------- | ----- | ----- | -- | -- | -- | -- | --- | --- | ---- | ---- |
| 1    | Liga de Quito        | 15    | 2     | 98 | 46 | 21 | 31 | 152 | 111 | +41  | 159  |
| 2    | São Paulo            | 14    | 1     | 81 | 40 | 22 | 19 | 123 | 72  | +51  | 142  |
| 3    | Independiente        | 12    | 2     | 76 | 38 | 19 | 19 | 110 | 76  | +34  | 133  |
| 4    | Lanús                | 13    | 1     | 74 | 35 | 20 | 19 | 110 | 72  | +38  | 125  |
| 5    | Libertad             | 16    | –     | 82 | 36 | 17 | 29 | 94  | 82  | +12  | 125  |
| 6    | Athletico Paranaense | 9     | 2     | 61 | 36 | 9  | 16 | 97  | 54  | +43  | 117  |
| 7    | Atlético Nacional    | 9     | –     | 62 | 30 | 17 | 15 | 81  | 57  | +24  | 107  |
| 8    | San Lorenzo          | 12    | 1     | 64 | 31 | 12 | 21 | 87  | 55  | +32  | 105  |
| 9    | Emelec               | 11    | –     | 61 | 30 | 13 | 18 | 92  | 70  | +22  | 103  |
| 10   | Fluminense           | 10    | –     | 60 | 28 | 18 | 14 | 88  | 55  | +33  | 102  |
| 11   | Corinthians          | 9     | –     | 55 | 25 | 16 | 14 | 77  | 50  | +27  | 91   |
| 12   | Cerro Porteño        | 12    | –     | 62 | 25 | 16 | 21 | 91  | 72  | +19  | 91   |
| 13   | Junior               | 9     | –     | 53 | 24 | 14 | 15 | 66  | 49  | +17  | 86   |
| 14   | Universidad Católica | 14    | –     | 62 | 23 | 16 | 23 | 89  | 88  | +1   | 85   |
| 15   | Internacional        | 8     | 1     | 50 | 20 | 22 | 8  | 64  | 42  | +22  | 82   |
| 16   | Botafogo             | 9     | –     | 48 | 22 | 13 | 13 | 74  | 55  | +19  | 79   |
| 17   | Boca Juniors         | 11    | 2     | 52 | 19 | 18 | 15 | 70  | 52  | +18  | 75   |
| 18   | Defensa y Justicia   | 7     | 1     | 47 | 21 | 11 | 15 | 61  | 51  | +10  | 74   |
| 19   | River Plate          | 11    | 1     | 50 | 19 | 16 | 15 | 64  | 47  | +17  | 73   |
| 20   | Estudiantes (LP)     | 9     | –     | 42 | 20 | 8  | 14 | 54  | 35  | +19  | 68   |

### Estadios de las finales
Hasta la edición 2024, se han disputado 23 finales de la Copa Sudamericana, con un total de 38 partidos, debido a las distintas modalidades de competencia. Entre 2002 y 2018, la final se jugaba en partidos de ida y vuelta, mientras que desde 2019 se adoptó el formato actual de partido único en sede neutral previamente designada.
El estadio que más finales ha albergado es La Bombonera de Buenos Aires, con un total de tres encuentros. Además, es también el escenario con más ceremonias de entrega del trofeo (en dos ediciones), un récord que comparte con el Estadio Nacional de Santiago de Chile, el Maracaná de Río de Janeiro, el Mario Alberto Kempes de Córdoba y el General Pablo Rojas de Asunción.
Por su parte, Buenos Aires es la ciudad que más veces ha albergado la finalísima de la Copa Sudamericana, con cuatro ceremonias de entrega del trofeo. A las dos ediciones en La Bombonera (2004 y 2005) se suman una en el Estadio Pedro Bidegain (2002) y otra en el Monumental (2014).
Cabe destacar que no se incluyen en este recuento los partidos correspondientes a la final de 2016, que no llegaron a disputarse debido al trágico accidente del equipo Chapecoense. En aquella edición, los encuentros estaban programados para jugarse en el Estadio Atanasio Girardot de Medellín (ida) y en el Estadio Couto Pereira de Curitiba (vuelta). Si se contaran esos partidos, el total de encuentros disputados en finales ascendería a 40, y el Atanasio Girardot se sumaría a La Bombonera como el estadio con más finales albergadas, con tres encuentros.
- En negrita las ediciones en que el estadio fue sede de la entrega del trofeo.

| Estadio                                | Finales | Partido decisivo | Ediciones (Partido decisivo) | Ciudad                   |
| -------------------------------------- | ------- | ---------------- | ---------------------------- | ------------------------ |
| Estadio La Bombonera                   | 3       | 2                | 2004, 2005, 2012             | Buenos Aires, Argentina  |
| Estadio Nacional                       | 2       | 2                | 2006, 2011                   | Santiago, Chile          |
| Estadio de Maracaná                    | 2       | 2                | 2009, 2017                   | Río de Janeiro, Brasil   |
| Estadio Mario Alberto Kempes           | 2       | 2                | 2020, 2022                   | Córdoba, Argentina       |
| Estadio General Pablo Rojas            | 2       | 2                | 2019, 2024                   | Asunción, Paraguay       |
| Estadio Monumental                     | 2       | 1                | 2003, 2014                   | Buenos Aires, Argentina  |
| Estadio Libertadores de América        | 2       | 1                | 2010, 2017                   | Avellaneda, Argentina    |
| Estadio Casa Blanca                    | 2       | -                | 2009, 2011                   | Quito, Ecuador           |
| Estadio Atanasio Girardot              | 2       | -                | 2002, 2014.                  | Medellín, Colombia       |
| Estadio Pedro Bidegain                 | 1       | 1                | 2002                         | Buenos Aires, Argentina  |
| Estadio Monumental de la UNSA          | 1       | 1                | 2003                         | Arequipa, Perú           |
| Estadio El Cilindro                    | 1       | 1                | 2007                         | Avellaneda, Argentina    |
| Estadio Beira-Rio                      | 1       | 1                | 2008                         | Porto Alegre, Brasil     |
| Estadio de Morumbí                     | 1       | 1                | 2012                         | São Paulo, Brasil        |
| Estadio Ciudad de Lanús                | 1       | 1                | 2013                         | Lanús, Argentina         |
| Estadio El Campín                      | 1       | 1                | 2015                         | Bogotá, Colombia         |
| Arena da Baixada                       | 1       | 1                | 2018                         | Curitiba, Brasil         |
| Estadio Centenario                     | 1       | 1                | 2021                         | Montevideo, Uruguay      |
| Estadio Domingo Burgueño Miguel        | 1       | 1                | 2023                         | Maldonado, Uruguay       |
| Estadio Hernando Siles                 | 1       | -                | 2004                         | La Paz, Bolivia          |
| Estadio Olímpico Universitario         | 1       | -                | 2005                         | Ciudad de México, México |
| Estadio Hidalgo                        | 1       | -                | 2006                         | Pachuca de Soto, México  |
| Estadio Azteca                         | 1       | -                | 2007                         | Ciudad de México, México |
| Estadio Único                          | 1       | -                | 2008                         | La Plata, Argentina      |
| Estadio Serra Dourada                  | 1       | -                | 2010                         | Goiás, Brasil            |
| Estadio de Pacaembú                    | 1       | -                | 2013                         | São Paulo, Brasil        |
| Estadio Tomás Adolfo Ducó              | 1       | -                | 2015                         | Buenos Aires, Argentina  |
| Estadio Metropolitano Roberto Meléndez | 1       | -                | 2018                         | Barranquilla, Colombia   |

## Redes sociales
La Confederación Sudamericana de Fútbol, en agosto del año 2011, lanzó las cuentas oficiales de Twitter y Facebook del torneo.
En las cuentas oficiales se publican periódicamente noticias, encuestas y estadísticas, además de escoger el Equipo Ideal de la Copa Sudamericana y otras distinciones del torneo. Hoy ya hay más de 2.100.000 fanáticos en la cuenta oficial de la Copa Sudamericana en Facebook y más de 750.000 seguidores en la cuenta oficial de Twitter